# Thug Holiday
Thug Holiday è il quinto album in studio del rapper statunitense Trick Daddy, pubblicato nel 2002.

## Tracce
1. Who's Selling (skit) (feat. Big Lexx, Denny & Milk)
2. All I Need (feat. Infa Red)
3. In da Wind (feat. Cee-Lo & Big Boi)
4. Gangsta (feat. Birdman & Scarface)
5. Thug Holiday (feat. LaTocha Scott)
6. She's Fiendin' (skit)
7. Play No Games
8. Let Me Ride (feat. Rick Ross)
9. Rock & Roll Nigga (feat. Money Mark Diggla)
10. Rags to Riches (feat. Tre+6)
11. Bout Mine (feat. Money Mark Diggla, Rick Ross, Deuce Poppi & Mystic)
12. Ain't No Santa
13. SNS / Roland (skit) (feat. Deuce Poppi & Tre+6)
14. Get That Feeling (feat. Rick Ross)
15. God's Been Good (feat. Betty Wright's Children's Choir)
16. Rain It Pours
17. Money & Drugs (feat. Infa Red)
18. In da Wind (Ride Out Mix) (featuring Cee-Lo & Big Boi)
19. Ain't No Santa (Bonus Mix)